# Cacostola lineata
Cacostola lineata là một loài bọ cánh cứng trong họ Cerambycidae.